# Angina Plauta-Vincenta
Angina Plauta-Vincenta lub nieprawidłowo angina Plaut-Vincenta – szczególna postać zapalenia tkanki chłonnej gardła. Występuje dość rzadko. Cechą charakterystyczną jest duża rozbieżność pomiędzy niewielkimi objawami jakie zgłaszają chorzy a zmianami występującymi w gardle. Opisana została przez niemieckiego lekarza i bakteriologia Hugo Carla Plauta (opis krętka) w 1894 roku oraz francuskiego lekarza i bakteriologa Jeana Henriego Vincenta w 1896 roku. W polskim piśmiennictwie otolaryngologicznym pierwsze artykuły o anginie Plauta-Vincenta pochodzą z 1903 roku (Leon Karwacki) i 1906 roku (Jan Szmurło). 

## Etiologia
Angina Plauta-Vincenta jest schorzeniem bakteryjnym wywoływanym prawdopodobnie przez bakterie. W wymazach z gardła izoluje się wrzecionowce i krętki:
- Fusobacterium necrophorum
- Leptotrichia buccalis
- Treponema vincenti

Nie jest jednak ustalone, czy bakterie te są pierwotną przyczyną choroby, czy pojawiają się wtórnie jako nadkażenie. 
Występuje ona najczęściej u młodych osób, często zaniedbujących higienę jamy ustnej i/lub niedożywionych.

## Objawy
Objawy ogólne są zwykle słabo nasilone a choroba ma podostry przebieg: 
- złe samopoczucie
- stany podgorączkowe
- uczucie "zawadzania" w gardle
- odynofagia zwykle jednostronna
- cuchnięcie z ust

W badaniu ORL w gardle stwierdza się zmiany błoniasto-wrzodziejące, które dotyczą zwykle tylko jednego migdałka podniebiennego:
- migdałek pokryty jest szarawym nalotem, który daje się łatwo oddzielić. Pod warstwą nalotu występuje głębokie owrzodzenie. Zmiany na migdałku występują w jego górnym biegunie. Podczas próby oddzielania nalotu lub jego dotykania szpatułką owrzodzenie krwawi.dyskusja
- powiększenie i bolesność węzłów chłonnych szyi po stronie zajętego migdałka.

Po około 1–2 tygodniach nalot się oddziela a owrzodzenie się goi. 
Jak wspomniano wyżej często znacznie nasilone objawy miejscowe w gardle kontrastują z dość łagodnym przebiegiem klinicznym choroby. Zmiany błoniasto-wrzodziejące mogą czasami rozprzestrzeniać się na błonę śluzową podniebienia, policzka lub dziąseł a także na drugi migdałek podniebienny.

## Diagnostyka różnicowa
Mocno nasilone zmiany w gardle wymagają różnicowania anginy Plauta-Vincenta z nowotworami złośliwymi migdałka podniebiennego. Decydujące w tym przypadku jest biopsja lub wycinek z migdałka. Ponadto należy brać pod uwagę także błonicę, anginę agranulocytarną lub zmiany w gardle występujące w przebiegu ostrej białaczki.

## Leczenie
Polega na podawaniu antybiotyków z grupy penicylin w dużych dawkach a także metronidazolu. Ponadto objawowo leki przeciwbólowe, przeciwgorączkowe i preparaty miejscowo odkażające (chlorheksydyna) lub płukanie rozcieńczoną wodą utlenioną.